# پلی پیرول
پلی پیرول (PPy) نوعی پلیمر آلی است که از پلیمیزه کردن پیرول به دست می آید. پلی پیرول در دسته پلیمرهای رسانای الکتریکی مثل پی آنیلین، پلی تیوفن و پلی استیلن قرار می‌گیرد. جایزه نوبل شیمی در سال ۲۰۰۰ برای کار بر روی پلیمرهای رسانا مثل پلی پیرول تعلق گرفت.

پلی پيرول

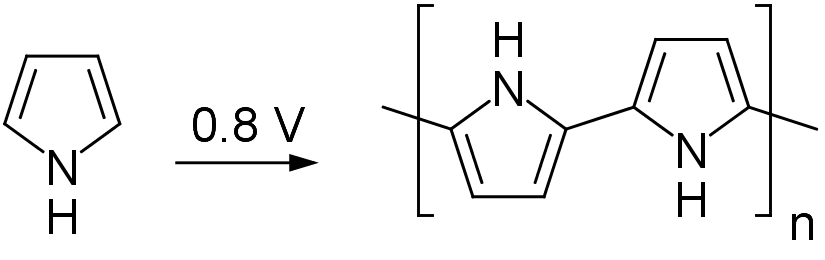
پلی پیرول را می توان به روش الکتروشیمیایی تهیه نمود.

## سنتز
برخی از اولین نمونه‌ها از پلی پیرول در سال ۱۹۶۳ توسط ویس و همکاران گزارش شد.  پلی پیرول به‌طور معمول از اکسایش پیرول به دست می آید. برای این منظور می‌توان از محلول کلرید آهن در متانول استفاده نمود:
n C4H4NH + 2 FeCl3 → (C4H2NH)n + 2 FeCl2 + 2 HCl
شکل رسانای پلی پیرول را می‌توان با اکسید کردن پلیمر به دست آورد (آلایش پی یا P-DOPPING):
x FeCl3 + (C4H2NH)n → (C4H2NH)nClx + x FeCl2
پلیمریزاسیون و P-دوپینگ را می‌توان به صورت الکتروشیمیایی نیز انجام داد. پلیمر رسانای تولید شده را می‌توان از روی آند جدا کرد. از روش‌های ولتامتری چرخه ای و کورنوکولومتری نیز می‌توان برای سنتز پلی پیرول استفاده نمود.

## ویژگی ها
فیلم‌های پلی پیرول زرد رنگ هستند ولی در مجاورت هوا به دلیل اکسایش سیاه می‌شوند. فیلم‌های دوپ شده بسته به درجه پلیمریزه شدن و ضخامت فیلم آبی یا سیاه رنگ می‌باشند. پلی پیرول به دلیل وجود اتصالات عرضی در ساختار آن به جای یک بعدی بودن شبه یک بعدی توصیف می‌شوند. فیلم‌های دوپ شده و غیر دوپ شده در حلال‌ها نا محلول‌اند. دوپ کردن فیلم‌ها را شکننده می‌کند. فیلم‌ها در مجاورت هوا تا ۱۵۰ درجه سانتیگراد پایدارند و بعد از این دما دوپ‌کننده‌ها (مثل HCl) شروع به خروج از ساختار فیلم می‌کنند.
پلی پیرول خود عایق الکتریسیته است ولی مشتقات اکسید شده آن رساناهای خوب الکتریسیته هستند. میزان رسانایی این ماده بستگی به شرایط و مواد به کار رفته در اکسایش آن دارد. محدوده رسانایی آن بین ۲ تا ۱۰۰S/cmمی باشد. رسانایی‌های بالا با آنیون‌های دوپ‌کننده حجیم تر مثل توسیلات به دست می آید. سطح فیلم پلی پیرول خواص فرکتالی داشته و نفوذ یونی در آن از الگوی نفوذ غیر متعارف تبعیت می‌کند.

## کاربردها
پلی پیرول و پلیمرهای رسانا امروزه کاربردهای فراوانی در تهیه باتری ها، ابر خازن ها، پیل های خورشیدی، ممانعت از خوردگی، حسگرها و فطعات الکترونیکی یافته‌اند.